# Southwold
Koordinaten: 52° 20′ N, 1° 41′ O
Southwold ist eine alte Stadt im District East Suffolk in Suffolk, East Anglia, England, gelegen an der Mündung des Flusses Blyth.

## Geschichte
Southwold ist im Domesday Book als wichtiger Fischereihafen erwähnt und bekam 1489 das Stadtrecht durch Heinrich VII. verliehen. Im Lauf der folgenden Jahrhunderte bildete sich allerdings eine Kiesbank in der Hafeneinfahrt, die die Weiterentwicklung zu einem bedeutenderen Hafen verhinderte.
1659 zerstörte ein Brand große Teile der Stadt und beschädigte auch die Church of St Edmund, deren Ursprünge in das 12. Jahrhundert zurückreichen. Das Feuer hinterließ etliche offene Flächen in der Stadt, die nie wieder bebaut wurden. Heute geben diese sogenannten „greens“ der Stadt eine freundliche Atmosphäre.
Auf dem „green“ direkt über dem Strand, dem sogenannten Gun Hill, erinnern sechs achtzehnpfündige Kanonen an die Seeschlacht von Solebay, die 1672 zwischen englischer und französischer Flotte auf der einen, und den Niederländern unter Michiel de Ruyter auf der anderen Seite ausgetragen wurde. Die Schlacht war blutig – zahlreiche Tote wurden an das Ufer gespült – aber letztlich ergebnislos. Das Southwold Museum besitzt eine Sammlung von Erinnerungsstücken an dieses Ereignis. Die Kanonen stammen allerdings nicht aus der Seeschlacht selbst, sondern wurden der Legende nach von den Schotten in der Schlacht bei Culloden erbeutet und der Stadt vom Duke of Cumberland zum Geschenk gemacht. Literarischen Niederschlag fand die Schlacht auch in „Die Ringe des Saturn. Eine Englische Wallfahrt“ des deutschen, nach Norwich emigrierten Schriftstellers W. G. Sebald.
Die Southwold Railway, eine Schmalspurbahn, verband zwischen 1879 und 1929 Southwold mit Halesworth. Es gibt Pläne für ihre Reaktivierung; die Strecke soll teils im ursprünglichen, teils in einem neuen Gleisbett verlaufen.

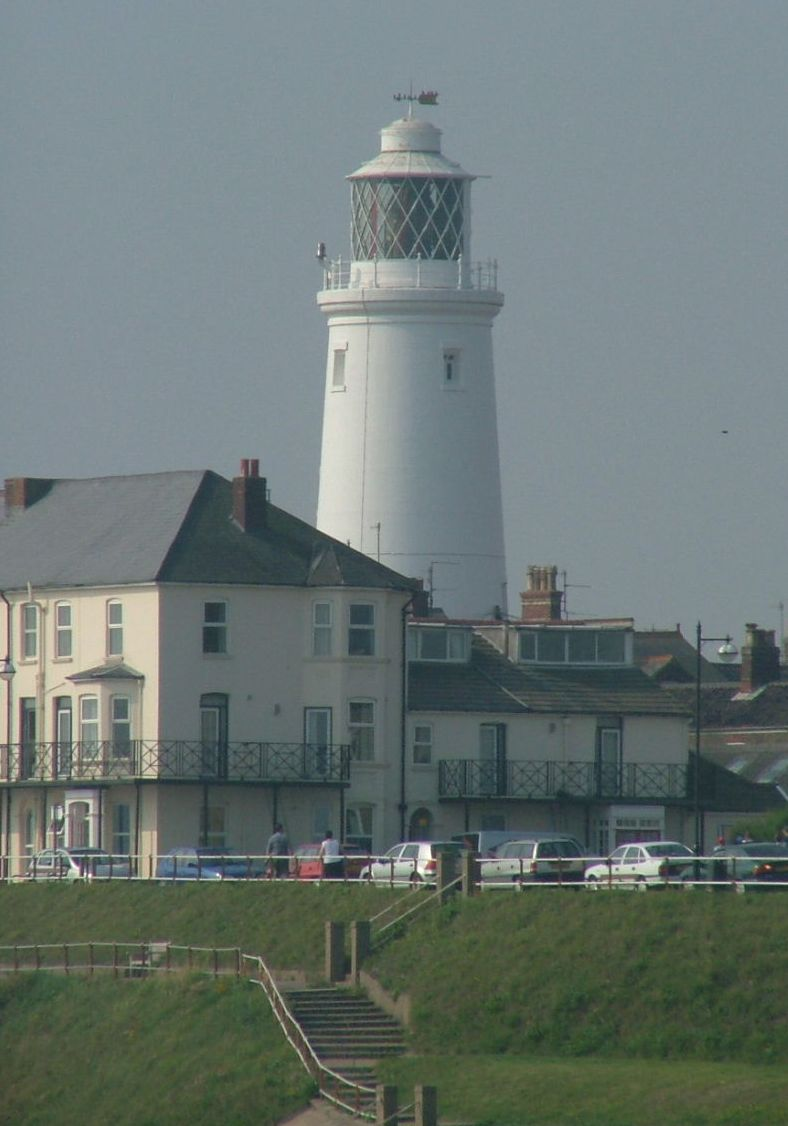
Southwold Lighthouse

Der Leuchtturm von Southwold (Southwold Lighthouse) wurde 1887 von Trinity House errichtet. Er steht als Wahrzeichen in der Stadtmitte. Er ersetzte drei lokale Leuchttürme, die durch die Küstenerosion akut bedroht waren. 1890 nahm er seinen Betrieb auf. 1938 wurde er elektrifiziert und ist seitdem unbemannt. Trinity House organisiert während des Sommers Besichtigungen des Leuchtturms.
1890 wurde die Adnams Sole Bay Brauerei an derselben Stelle, an der sie sich bereits seit 1660 befindet, neu errichtet.
Der Pier von Southwold (Southwold Pier) wurde 1900 angelegt, 1934 durch einen Sturm nahezu völlig zerstört und 2001 in großem Umfang renoviert. Während sich zahlreiche vergleichbare Anlagen an den englischen Küsten im Verfall befinden, genießt Southwold Pier eine neue Popularität.
Ein weiteres Denkmal mit maritimem Bezug ist der von der Stadt Looe stammende Logger Girl Sybil von 1912.
Während des Zweiten Weltkriegs führten die Kanonen auf Gun Hill dazu, dass Southwold als „befestigte Stadt“ galt. Obwohl die Kanonen mit Beton verfüllt und nicht funktionstüchtig waren, wurde Southwold so das Ziel zahlreicher deutscher Bombenangriffe.
Die Stadt beherbergt außerdem ein ungewöhnliches Bernstein-Museum.

## George Orwell
Der Schriftsteller George Orwell lebte von Zeit zu Zeit in Southwold im Heim seiner Eltern. Eine Plakette neben der Tür des heutigen „Fish-and-Chip“-Ladens in der High Street erinnert daran.
Zwischen Januar und Juli 1922 besuchte er eine Paukschule in Southwold, um sich für seinen Dienst als Kolonialbeamter in Indien vorzubereiten. 1929 kehrte er krank und elend zurück (nach den Erfahrungen, die er später in Down and Out in Paris and London niederschrieb) und verfasste Burmese Days.
1934 verbrachte er zehn Monate in der Stadt, nachdem er aus Gesundheitsgründen seine Stelle als Lehrer aufgegeben hatte. Dort schrieb er A Clergyman's Daughter, das teilweise in einem fiktiven Southwold spielt.
Sein letzter Besuch in Southwold fand 1939 statt.

## Töchter und Söhne der Stadt
- Victor Breyer (1869–1960), französischer Sportjournalist und -funktionär

## Hafen
Der Hafen von Southwold liegt im Süden der Stadt am River Blyth. Er erstreckt sich von der Flussmündung fast eine Meile stromauf und wird von zahlreichen Fischerbooten und kleinen Ausflugsschiffen genutzt. Vielerorts wird frisch gefangener Fisch verkauft, am stromauf gelegenen Hafenende liegt die Gaststätte The Harbour Inn.
Der Fluss kann zu Fuß oder per Fahrrad über eine Fußgängerbrücke nahe The Harbour Inn überquert werden, die zum nahegelegenen Dorf Walberswick führt. Im Sommer dient an der Mündung des River Blyth ein Ruderboot als Fähre.

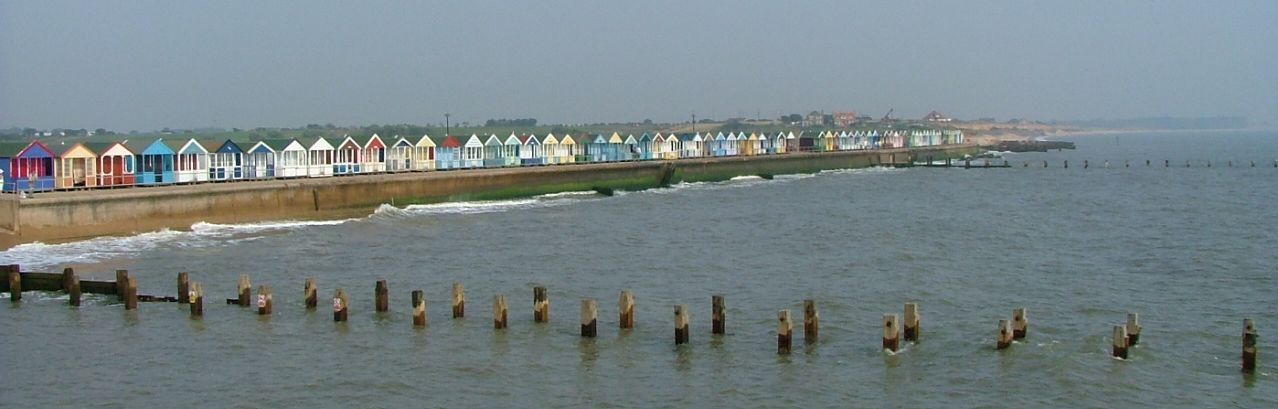
Strandhütten

## Strand
Der Strand ist ein Gemisch aus Sand und Kieselsteinen in über das Jahr hinweg schwankender Zusammensetzung. Strömungen entlang der Küste bewirken, dass die großen Steine, die aus den Kliffs im Norden ausbrechen, entlang des Strandes zu Kieseln zerrieben werden. Während des Sommers gelangt weniger steiniges Material an den Strand, so dass er in dieser Zeit eher sandig ist.
Oberhalb des Strandes liegen zwei Reihen hübsch bemalter Strandhäuschen. In früheren Jahrzehnten hatten viele von ihnen humoristische Namen, aber dieser Brauch scheint nun allmählich zu verschwinden.

## Sonstiges
Am ersten Freitag im Dezember findet das jährliche Anschalten der Weihnachtsbeleuchtung statt. Tausende von Menschen strömen in die Stadt, um zu sehen, wie Santa Claus die Lichter vom Balkon des Rathauses aus anknipst.
Im Zweiten Weltkrieg gab es einen Zerstörer der britischen Marine dieses Namens, die HMS Southwold, gesunken am 24. März 1942 vor Malta.